# کورنو دی ردورتا
کورنو دی ردورتا (به لاتین: Corona di Redorta) یک کوه در سوئیس است که در کانتون تیچینو واقع شده‌است. کورنو دی ردورتا ۲٬۸۰۴ متر بالاتر از سطح دریا واقع شده‌است.